# Вальдемоський монастир
Вальдемоський монастир (кат. Cartoixa de Valldemossa, ісп. Cartuja de Valldemosa, перекладається як Картузький монастир Вальдемоси) — палац у Вальдемосі, Майорка, що був резиденцією короля Майорки Санчо I, колишня королівська резиденція та королівський монастир (XV століття).

## Історія
Виникнення комплексу сягає часів короля Майорки Хайме II, який обрав це виняткове місце в Сьєрра-де-Трамунтана, розташоване на висоті понад 400 метрів, для будівництва палацу для свого сина Санчо, відомого як «Палац короля Санчо». У 1399 році Мартін Арагонський передав усі королівські володіння Вальдемосси монахам-картузіанам. У 1533 році в монастирі народилася і померла 1574 року свята Каталіна Пальмська, одна зі святих покровительок Майорки.

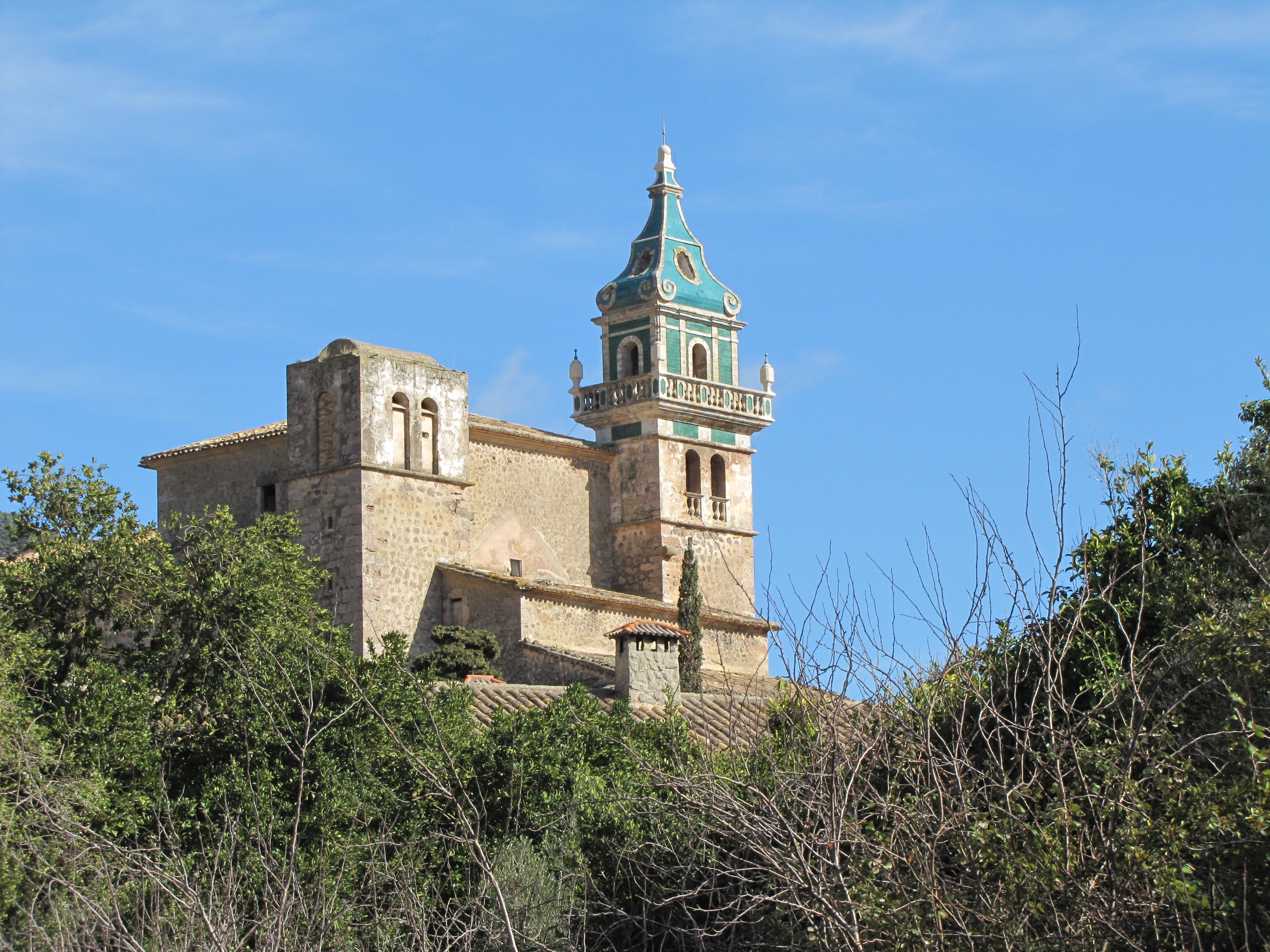
Церковна вежа Вальдемоського монастиря

Церква, неокласична будівля, прикрашена великими художниками і майстрами того часу, почала будуватися в 1751 році на місці примітивної церкви, зведеної в 1446 році. У комплексі є кляштор (одна з найстаріших частин теперішніх будівель), стара аптека картузіанців, сад і приміщення пріоральної келії-каплиці, колишня бібліотека, аудиторія, гуртожиток — де зберігається історична та мистецька спадщина картузіанців, що показує, як жили монахи. Саме вони заснували монастир і проживали в ньому до 1835 року, коли він перейшов у приватні руки в результаті церковної конфіскації Мендісабаля.

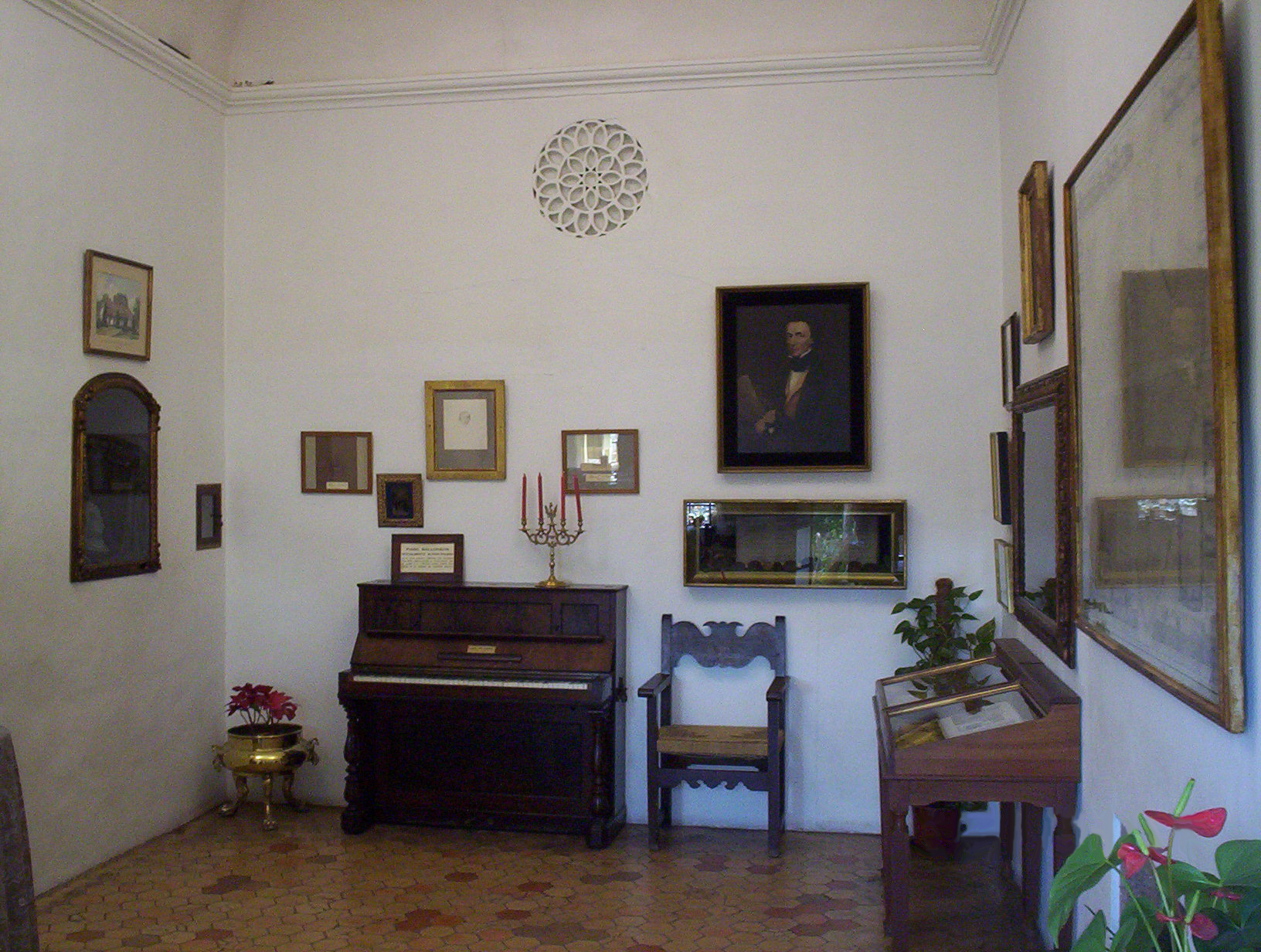
Піаніно Pleyel Шопена

Після вигнання ченців у 1835 році окремі келії стали доступними для оренди. Одну з келій, що складалася з 3 великих кімнат і саду, займали композитор Фредерік Шопен і письменниця Жорж Санд з родиною під час свого перебування взимку 1838–1839 років.